# حجریه (شهر)

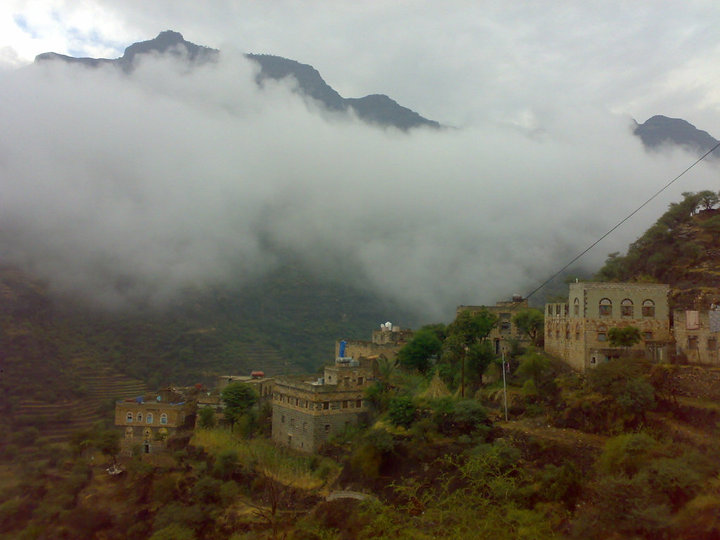
نمایی از حجریه، شهری در استان تَعِز، کشور یمن - ۲۰۰۸

 حجریه  به عربی ( اَلحَجریَة ) نام شهریست در استان تَعِز در کشور یمن در شبه جزیره عربستان. این شهر به صناعت شمشیر و خنجر یمانی مشهور است. نام پیشین این شهر (مدینة فی الیمن) بوده‌است.